# The Wild
The Wild là phim hoạt hình 3D năm 2006 của Mỹ do Steve "Spaz" Williams đạo diễn, có sự hợp tác của Canada. Phim được phát hành bởi hãng Walt Disney Pictures vào ngày 14 tháng 4 năm 2006 tại nước Mỹ.

## Nội dung
Tại một sở thú ở New York, đây là nơi nổi tiếng có những con thú sống rất thân thiện với nhau, chúng sống vui vẻ đến nổi vào lúc sở thú đóng cửa tức là trời tối là hàng chục con thú liền kéo nhau đến khu vực băng của chim cách cụt để chơi và xem hockey. Bỗng buổi tối hôm nọ, sư tử Samson phát hiện con trai mình đã vô tình đi vào một chiếc xe hàng và bị chở đi, Samson biết chiếc xe đó sẽ ra bến cảng để chuyển hàng đến châu Phi liền rủ thêm vài người bạn của mình đi theo giúp đỡ mình cứu con trai.

## Diễn viên lồng tiếng
- Kiefer Sutherland - Samson lúc lớn
- Dominic Scott Kay - Samson lúc nhỏ
- Greg Cipes - Ryan / Con trai của Samson
- James Belushi - Benny
- Eddie Izzard - Nigel
- Janeane Garofalo - Bridget
- Richard Kind - Larry
- William Shatner - Kazar
- Patrick Warburton - Blag
- Chris Edgerly - Cloak
- Bob Joles - Camo / Thủ lĩnh
- Lenny Venito - Stan
- Joseph Siravo - Carmine
- Colin Cunningham - Hyrax
- Colin Hay - Fergus Flamingo
- Miles Marsico - Duke
- Jack DeSena - Eze
- Jonathan Kimmel - Scab
- Eddie Gossling - Scraw
- Clinton Leupp - Hà mã mẹ
- Kevin Michael Richardson - Cha của Samson